# Festival de Cannes 1980
Le Festival de Cannes 1980, 33e édition, a lieu du 9 au 23 mai 1980 et se déroule au Palais des Festivals dit Palais Croisette, 50 du boulevard de la Croisette.

## Jury de la compétition
- Président du jury : Kirk Douglas, comédien
- Albina du Boisrouvray, productrice
- André Delvaux, réalisateur
- Charles Champlin, journaliste
- Gian-Luigi Rondi, journaliste
- Ken Adam, décorateur
- Leslie Caron, comédienne
- Michael Spencer, producteur
- Robert Benayoun, journaliste
- Veljko Bulajić, réalisateur

Le président du jury devait être Douglas Sirk mais le télégramme d'invitation fut mal transcrit et se trouva adressé à Kirk Douglas. Celui-ci accepta et l'erreur ne put être rectifiée.

## Sélections

### Sélection officielle

#### Compétition
La sélection officielle en compétition se compose de 23 films :
| Film                                       | Réalisateur        | Pays                 |
| ------------------------------------------ | ------------------ | -------------------- |
| Que le spectacle commence (All That Jazz)  | Bob Fosse          | États-Unis           |
| Bienvenue, mister Chance (Being There)     | Hal Ashby          | États-Unis           |
| Héros ou Salopards (Breaker Morant)        | Bruce Beresford    | Australie            |
| Bye Bye Brasil                             | Carlos Diegues     | Brésil               |
| La Constante (Constans)                    | Krzysztof Zanussi  | Pologne              |
| Un jour comme un autre (Ek Din Pratidin)   | Mrinal Sen         | Inde                 |
| Fantastica                                 | Gilles Carle       | France, Canada       |
| Jaguar                                     | Lino Brocka        | Philippines          |
| Kagemusha, l'Ombre du guerrier (Kagemusha) | Akira Kurosawa     | Japon                |
| Kaltgestellt                               | Bernhard Sinkel    | Allemagne de l'Ouest |
| L'Homme aux chiens (Dedicatoria)           | Jaime Chávarri     | Espagne              |
| La Terrasse (La terrazza)                  | Ettore Scola       | Italie               |
| Loulou                                     | Maurice Pialat     | France               |
| Mon oncle d'Amérique                       | Alain Resnais      | France               |
| Les Héritières (Orokseg)                   | Márta Mészáros     | Hongrie              |
| Garçonne (Out of the Blue)                 | Dennis Hopper      | États-Unis           |
| Traitement spécial (Poseban Tretman)       | Goran Paskaljević  | Yougoslavie          |
| Le Saut dans le vide (Salto nel vuoto)     | Marco Bellocchio   | Italie               |
| Sauve qui peut (la vie)                    | Jean-Luc Godard    | Suisse               |
| Au-delà de la gloire (The Big Red One)     | Samuel Fuller      | États-Unis           |
| Le Gang des frères James (The Long Riders) | Walter Hill        | États-Unis           |
| Le Chaînon manquant                        | Picha              | France, Belgique     |
| Une semaine de vacances                    | Bertrand Tavernier | France               |

#### Un certain regard
La section Un certain regard comprend 14 films :
- Le Cas Lapin (Causa králík) de Jaromil Jireš
- Csontváry de Zoltán Huszárik
- Jours de rêves (Dani od snova) de Vlatko Gilić
- Le Candidat (Der Kandidat) de Stefan Aust, Alexander Kluge, Volker Schlöndorff et Alexander von Eschwege
- Willi Busch Reporter (Der Willi-Busch-Report) de Niklaus Schilling
- Interview de Mel Brooks : Mel Brooks réécrit l'histoire de Michel Parbot
- La Maison de Christophe (Kristoffers hus) de Lars Forsberg
- La Femme enfant de Raphaële Billetdoux
- Maudits je vous aimerai ! (Maledetti vi amerò) de Marco Tullio Giordana
- Portrait d'un homme « à 60 % parfait » : Billy Wilder d'Annie Tresgot et Michel Ciment
- Canards à l'oseille (Sitting Ducks) de Henry Jaglom
- La Ballade de Tara (Tcherike-ye Tara) de Bahram Beyzai
- The Gamekeeper de Ken Loach
- Les Chemins dans la nuit (Wege in der Nacht) de Krzysztof Zanussi

#### Hors compétition
9 films sont présentés hors compétition :
- Breaking Glass de Brian Gibson
- La Cité des femmes (La città delle donne) de Federico Fellini
- Le Risque de vivre de Gerald Calderon
- Nick's Movie de Wim Wenders et Nicholas Ray
- Le prince Nezha triomphe du roi Dragon (Nezha nao hai) de Wang Shuchen
- Je suis photogénique (Sono fotogenico) de Dino Risi
- Stalker d'Andreï Tarkovski
- Hommage à Toto (Supertoto) de Brando Giordani et Emilio Ravel
- Téléphone public de Jean-Marie Périer

### Quinzaine des réalisateurs
La sélection officielle des longs métrages de la Quinzaine des réalisateurs se compose de 22 films.
- Afternoon of War de Karl Francis
- Aziza d'Abdellatif Ben Ammar
- Carny de Robert Kaylor
- La Patriote (Die Patriotin) d'Alexander Kluge
- Die Reinheit des Herzens de Robert van Ackeren
- Gaijin, les chemins de la liberté (Gaijin - Os Caminhos da Liberdade) de Tizuka Yamasaki
- Gal Young 'Un de Victor Nuñez
- Hazal d'Ali Ozgentürk
- L'Homme à tout faire de Micheline Lanctôt
- Manhã Submersa de Lauro Antonio
- Manoa de Solveig Hoogesteijn
- Mater amatísima de José A. Salgot
- Une femme italienne (Oggetti smarriti) de Giuseppe Bertolucci
- Opname d'Erik van Zuylen et Marja Kok
- Ordnung de Sohrab Shahid Saless
- Pelnia d'Andrzej Kondratiuk
- Prostitute (en) de Tony Garnett
- Radio On de Chris Petit
- Sonntagskinder de Michael Verhoeven
- The Blood of Hussain de Jamil Dehlavi
- Union City de Marcus Reichert
- Les Parents du dimanche (Vasárnapi szülök) de János Rózsa

La sélection officielle des courts métrages de la Quinzaine des réalisateurs se compose de 3 films.
- Noticiero incine de Frank Pineda et Ramiro Lacayo
- Ovcharsko de Hristo Kovachev
- Viêt Nam, voyage dans le temps d'Edgar Telles Ribeiro

### Semaine de la critique
- Histoire d'Adrien de Jean-Pierre Denis (France)
- Acteurs provinciaux d'Agnieszka Holland (Pologne)
- Aller jamais retour (Bildnis einer Trinkerin) d'Ulrike Ottinger (République Fédérale d'Allemagne)
- Best Boy d'Ira Wohl (Etats-Unis)
- Le Plan de ses dix-neuf ans de Mitsuo Yanagimachi (Japon)
- Immacolata e concetta de Salvatore Piscicelli (Italie)
- Babylon de Franco Rosso (Royaume-Uni)

## Palmarès
- Palme d'or (ex æquo) : Que le spectacle commence (All That Jazz) de Bob Fosse et Kagemusha, l'Ombre du guerrier (Kagemusha) d'Akira Kurosawa
- Grand prix spécial du jury (à l'unanimité) : Mon oncle d'Amérique d'Alain Resnais
- Prix d'interprétation masculine : Michel Piccoli pour Le Saut dans le vide (Salto nel vuoto) de Marco Bellocchio
- Prix d'interprétation féminine : Anouk Aimée pour Le Saut dans le vide (Salto nel vuoto) de Marco Bellocchio
- Prix du jury : La Constante (Constans) de Krzysztof Zanussi
- Prix du scénario et des dialogues : Ettore Scola, Furio Scarpelli et Agenore Incrocci  pour La Terrasse (La terrazza)
- Prix FIPRESCI de la critique internationale : Mon oncle d'Amérique d'Alain Resnais
- Caméra d'or : Histoire d'Adrien de Jean-Pierre Denis
- Palme d'or du court-métrage : Seaside Woman d'Oscar Grillo

## Tournages
La scène finale du film Le Coup du parapluie de Gérard Oury a été tournée lors de l'édition 1980 du Festival international du film de Cannes.[réf. souhaitée]